# Haydar Ergülen

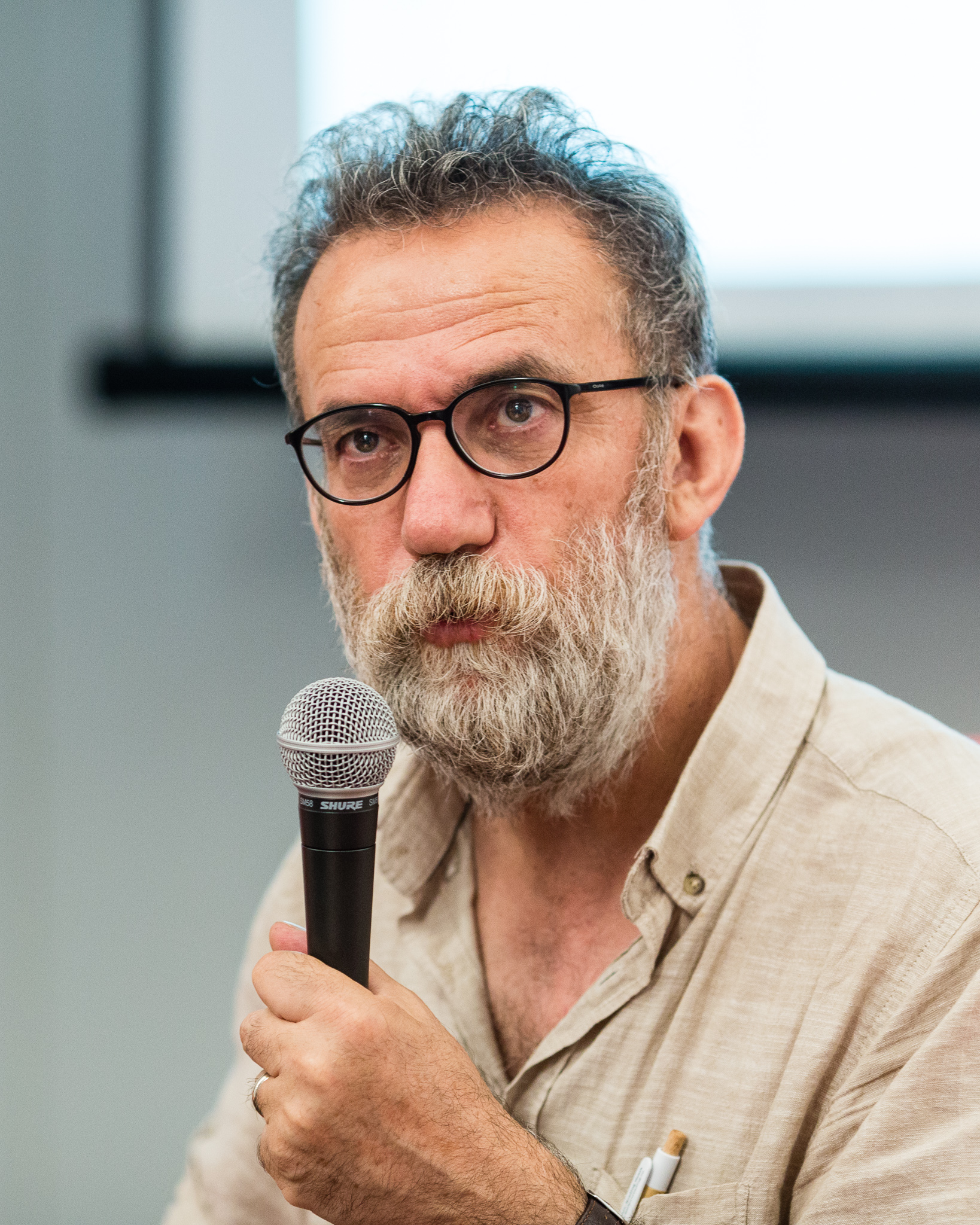
Haydar Ergülen, 2018

Haydar Ergülen (Eskişehir, 14 oktober 1956) is een hedendaags Turks dichter.
Zijn eerste gedichtenbundel werd gepubliceerd in 1980.  In 1991 bracht hij Straat Princess uit, en in 1997 publiceerde hij 40 Gedichten en Een, een van zijn bekendste werken.  Ergülen kreeg in 1997 de "Behçet Necatigil Poetry Award".